# Айвочка японская
Айвочка японская, или Хеноме́лес япо́нский (лат. Chaenoméles japónica) — вид двудольных цветковых растений рода Айвочка (Chaenomeles) семейства Розовые. В литературе и интернет-источниках часто встречается как айва японская по устаревшему синониму лат. Cydonia japonica, хотя по современной классификации отношения к роду настоящей айвы (Cydonia) не имеет.

## Ботаническое описание
Айвочка японская — листопадный кустарник, не превышающий 3 м в высоту. Молодые ветки зелёные, затем становящиеся чёрно-бурыми, сначала чешуйчато-войлочные, затем голые. Почки голые, чёрные.
Листья в очертании обратнояйцевидные или лопатчатые, 3—5 см длиной и 2—3 см шириной, суженные к основанию, с тупозубчатым краем. Черешки голые, около 5 мм длиной. Прилистники фасолевидные, зазубренные.
Цветки от розовых до оранжево-красных, 3—4 см в диаметре. Чашелистики яйцевидные или почти округлые, с внутренней стороны покрытые буроватым опушением, опадающие при плодоношении. Лепестки обратнояйцевидные или почти округлые. Тычинки в количестве 40—60, пестики сросшиеся в основании, не превосходящие по длине тычинки.
Плод — почти шаровидное яблоко жёлтого цвета около 4 см в диаметре со множеством коричневых семян. Съедобен, однако жёсток и менее популярен для приготовления варенья, чем плод айвы продолговатой.

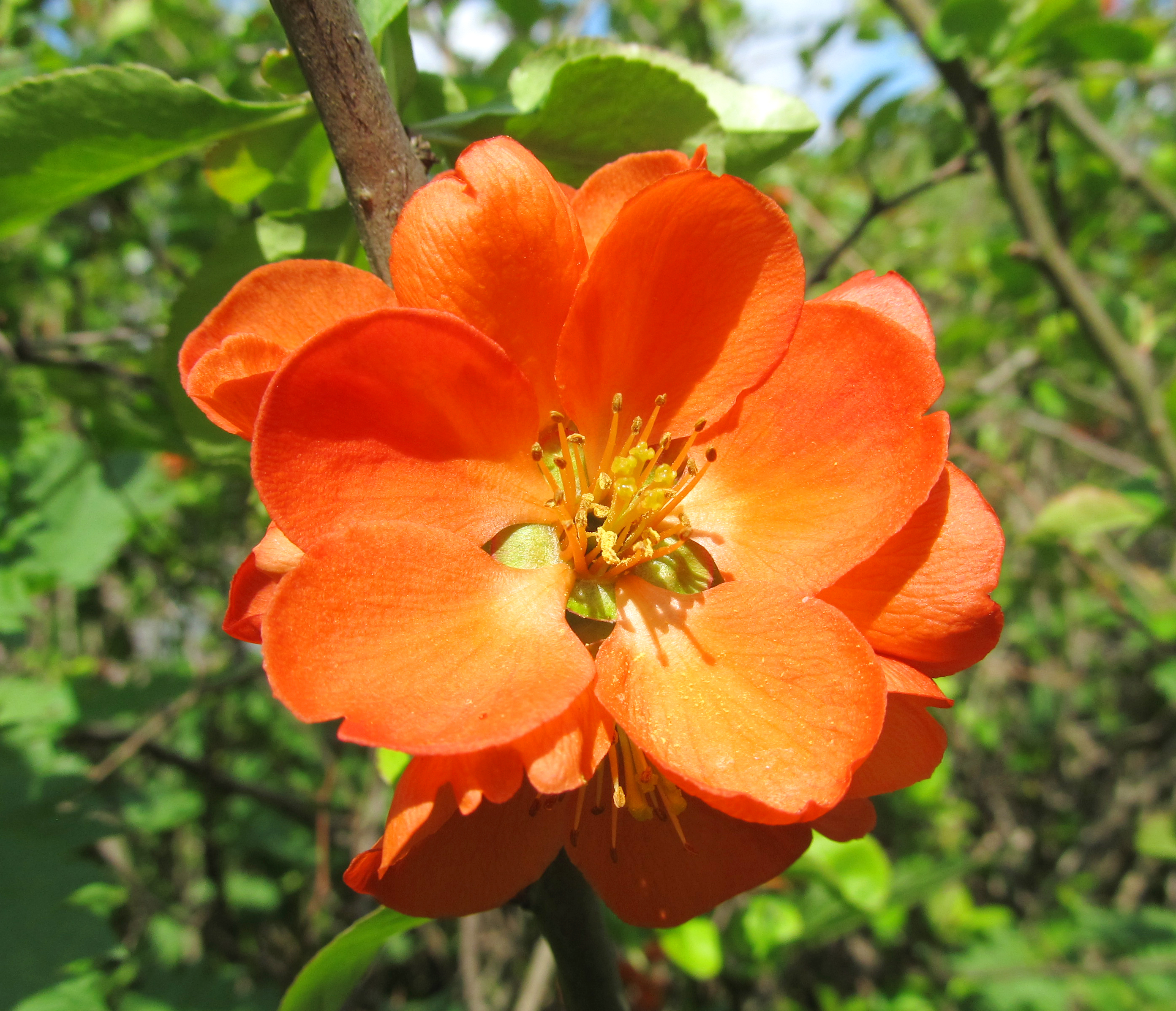
Цветок крупным планом
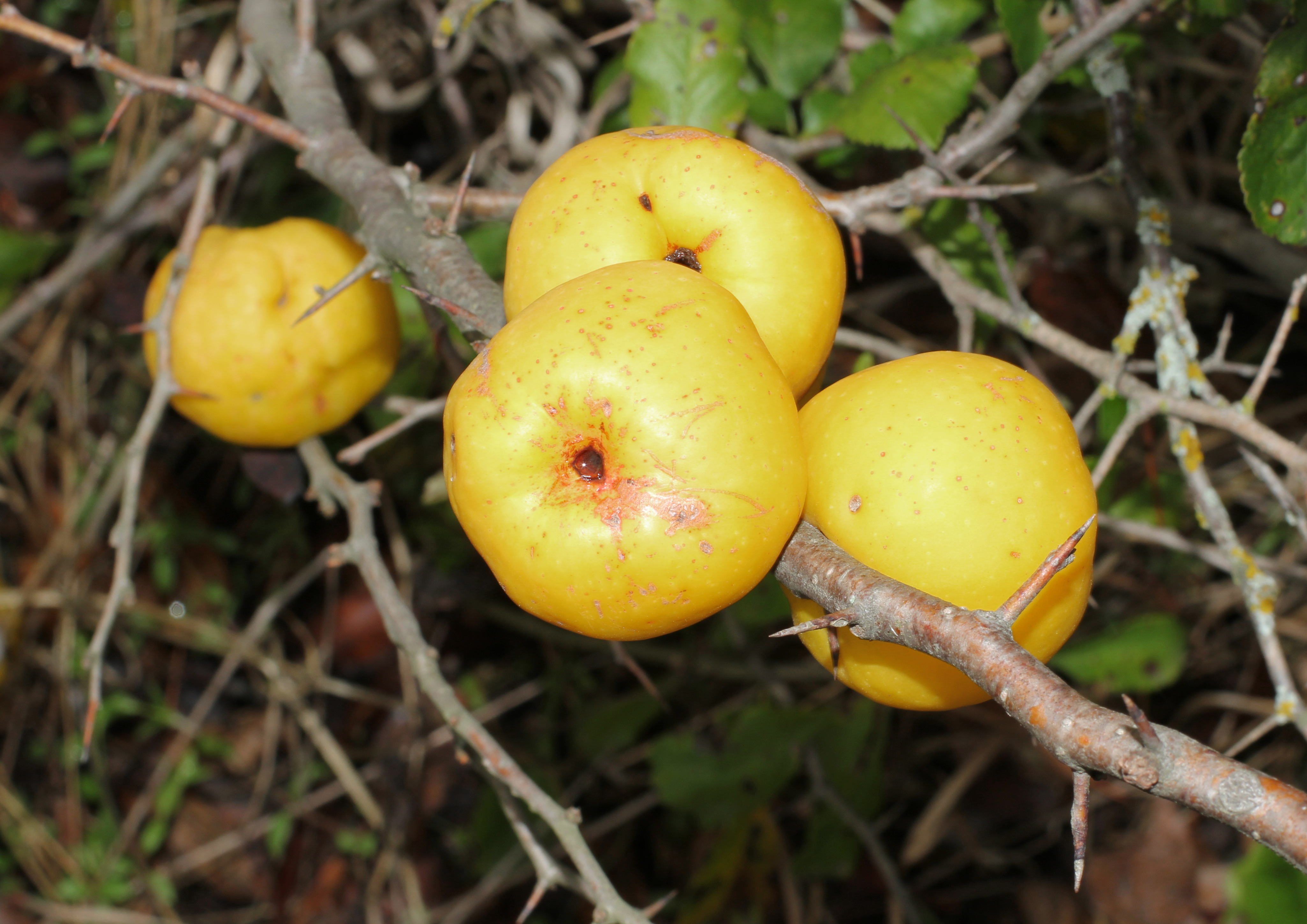
Плоды
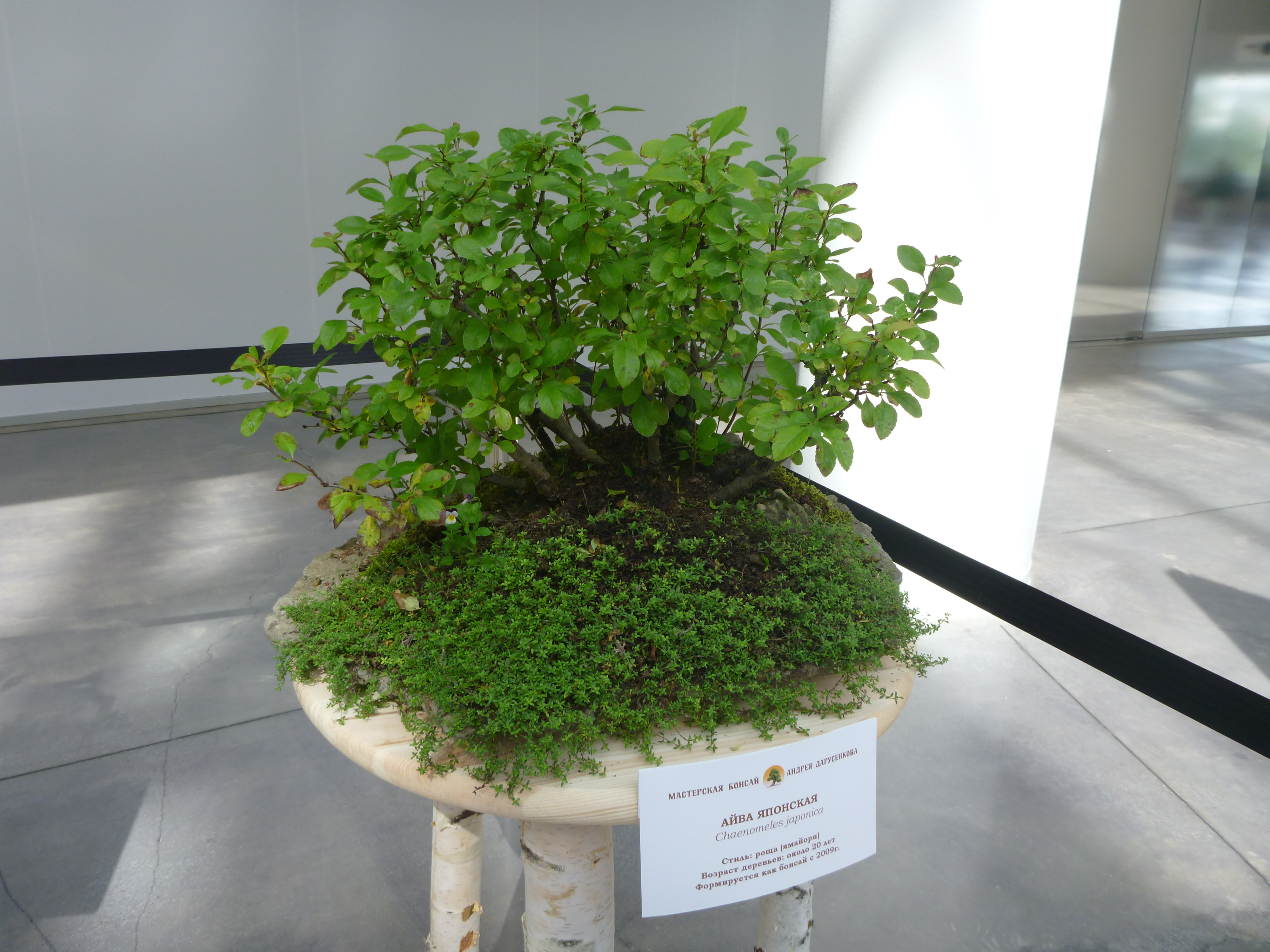
Айвочка японская в виде бонсай

## Распространение и экология
Родина айвочки японской — Япония. Широко выращивается в Китае и Европе.

## Хозяйственное значение и использование
Популярное декоративное растение. В условиях Центральной России цветение групповых посадок длится от трех недель, а отдельных кустов 10—15 дней. Срок жизни цветка до шести дней. Самое обильное выделение нектара отмечается на второй и третий день цветения. Часто цветков на кустах 1250—1940. Нектар содержит в среднем 11,22% сахаров, преобладают моносахара.
Плоды используются в кулинарии. Они имеют специфический приятный аромат и содержат много органических кислот, дубильных веществ, что определяет их кислый и вяжущий вкус. Также в составе имеются витамины С и А (до 1,5 мг%). Плоды айвочки японской хорошо хранятся, в некоторых случаях даже до конца марта.
Широко используют в пищевой и кондитерской промышленности.
Свежие плоды могут служить альтернативой лимону в чае, а добавленная в борщ или щи долька айвочки придаёт блюдам приятную кислинку.

## Классификация

### Таксономическое положение
- Chaenomeles japonica (Thunb.) Lindl. ex Spach, 1834, Hist. Nat. Vég. 2: 159

Вид Айвочка японская включается в род Айвочка (Chaenomeles) семейства Розовые (Rosaceae) порядка Розоцветные (Rosales), последовательно входящего в более крупные клады Фабиды → Розиды → Суперрозиды → Эвдикоты → Цветковые растения. Таксономическая схема в соответствии с Системой APG IV по состоянию на июнь 2024 года:
|  |                          |  |                                   |                                   |                   |  | еще 8 семейств | еще 8 семейств |                      |  |  |  | еще 4 подтвержденных вида и 11 видов, ожидающих подтверждения |
|  |                          |  |                                   |                                   |                   |  | еще 8 семейств | еще 8 семейств |                      |  |  |  | еще 4 подтвержденных вида и 11 видов, ожидающих подтверждения |
|  |                          |  |                                   | порядок Розоцветные               |                   |  |                |                | род Айвочка          |  |  |  |                                                               |
|  |                          |  |                                   | порядок Розоцветные               |                   |  |                |                | род Айвочка          |  |  |  |                                                               |
|  | клада Цветковые растения |  |                                   |                                   | семейство Розовые |  |                |                | вид Айвочка японская |  |  |  |                                                               |
|  | клада Цветковые растения |  |                                   |                                   | семейство Розовые |  |                |                |                      |  |  |  |                                                               |
|  |                          |  | ещё 63 порядка цветковых растений | ещё 63 порядка цветковых растений |                   |  |                | еще 116 родов  | еще 116 родов        |  |  |  |                                                               |
|  |                          |  |                                   | ещё 63 порядка цветковых растений |                   |  |                |                | еще 116 родов        |  |  |  |                                                               |

### Гибриды
- Chaenomeles ×superba (Frahm) Rehder, 1920 [Chaenomeles japonica × Chaenomeles speciosa]

### Синонимы
- Aronia japonica (Thunb.) K.Koch
- Chaenomeles alpina (Maxim.) Koehne
- Chaenomeles cardinalis var. alba Nakai
- Chaenomeles japonica f. alba (Nakai) Ohwi
- Chaenomeles japonica f. tortuosa (Nakai) Okuyama
- Chaenomeles japonica f. tricolor (Parsons & Sons) Rehder
- Chaenomeles japonica var. alpina Maxim.
- Chaenomeles japonica var. bugeautii Lavallée
- Chaenomeles japonica var. fastigiata Lavallée
- Chaenomeles japonica var. gigantea Lavallée
- Chaenomeles japonica var. macrocarpa Lavallée
- Chaenomeles japonica var. maillardii Lavallée
- Chaenomeles japonica var. mallardii Carrière
- Chaenomeles japonica var. maulei (Mast.) Lavall‚e
- Chaenomeles japonica var. maulei (Mast.) Lavallée
- Chaenomeles japonica var. pygmaea Maxim.
- Chaenomeles japonica var. tricolor Rehder
- Chaenomeles japonica var. umbilicata Lavallée
- Chaenomeles lagenaria Koidz.
- Chaenomeles maulei (Mast.) Lavall‚e ex Zabel
- Chaenomeles maulei (Mast.) Lavallée ex Zabel
- Chaenomeles maulei var. alba Nakai
- Chaenomeles maulei var. alpina C.K.Schneid.
- Chaenomeles maulei var. sargentii Mottet
- Chaenomeles maulei var. tortuosa Nakai
- Chaenomeles maulei var. tricolor Rehder
- Chaenomeles maulei var. typica C.K.Schneid.
- Chaenomeles trichogyna Nakai
- Choenomeles japonica Lindl.
- Choenomeles maulei C.K.Schneid.
- Cydonia japonica (Thunb.) Pers.
- Cydonia japonica unr. mallardii Jacob-Makoy
- Cydonia japonica unr. tricolor Parsons
- Cydonia japonica var. alba Lodd.
- Cydonia japonica var. atrosanguineaplena Rehder
- Cydonia japonica var. candida Rehder
- Cydonia japonica var. cardinalis Rehder
- Cydonia japonica var. grandiflora Rehder
- Cydonia japonica var. lagenaria Makino
- Cydonia japonica var. roseaplena Rehder
- Cydonia japonica var. rubragrandiflora Rehder
- Cydonia japonica var. sanguineaplena Rehder
- Cydonia japonica var. typica Makino
- Cydonia japonica var. umbilicata Rehder
- Cydonia japonica var. wilsonii E.Beckett
- Cydonia lagenaria Loisel.
- Cydonia maulei (Mast.) T.Moore
- Cydonia maulei var. alpina (Maxim.) Rehder
- Cydonia maulei var. tricolor Rehder
- Cydonia sargentii Lemoine
- Cydonia sargentii Lemoine ex K.Schum.
- Pseudochaenomeles maulei (Mast.) Carrière
- Pseudo-chaenomeles maulei Carrière
- Pyrus japonica Thunb.
- Pyrus japonica unr. alpina (Maxim.) Franch. & Sav.
- Pyrus japonica unr. wilsonii Anon.
- Pyrus japonica var. typica Koidz.
- Pyrus maulei Mast.
- Pyrus pseudochaenomeles Carrière
- Pyrus sargentii (Lemoine) S.Arn.